# اکسپلورر ۴۹
اکسپلورر ۴۹ (به انگلیسی: Explorer 49) (که با نام 'RAE-B هم شناخته می‌شود) یک ماهوارهٔ مصنوعی به وزن ۳۲۸ کیلوگرم بود که در ۱۰ ژوئن ۱۹۷۳ به منظور مطالعات اخترشناسی رادیویی با موج بلند به فضا فرستاده شد. روی این فضاپیما ۴ آنتن ۲۳۰ متری به شکل یک ضربدر نصب شده بودند که به همین خاطر اکسپلورر ۴۹ یکی از بزرگ‌ترین فضاپیماهای ساخته شده‌است.

## پرتاب
اکسپلورر ۴۹ پس از پایان برنامه فضایی آپولو پرتاب شد. این فضاپیما مستقیماً به مطالعه و آزمایش دربارهٔ ماه نپرداخت و تا پیش از پرتاب فضاپیمای کلمنتاین (به انگلیسی: Clementine) در سال ۱۹۹۴، آخرین مأموریت ناسا در ماه به‌شمار می‌رفت.

## مدار
اکسپلورر ۴۹ بخشی از یک مأموریت بزرگتر اخترشناسی رادیویی (RAE) بود که شامل یک زوج کاوشگر است. کاوشگر اول این مأموریت اکسپلورر ۳۸ (به انگلیسی: Explorer 38) (RAE-A) بود و اکسپلورر ۴۹ (RAE-B) تکمیل کنندهٔ این زوج است. اکسپلورر ۴۹ برای اندازه‌گیری‌های رادیویی از خورشید، سیاره‌ها و کهکشان راه شیری در مدار ماه قرار گرفت. حوزهٔ کاری این کاوشگر در بازهٔ ۲۵ کیلوهرتز الی ۱۳٫۱ مگاهرتز بود.
اکسپلورر ۴۹ از شیب گرانشی زمین و ماه برای تصحیح جهت (بجای استفاده از موتور یا ژیروسکوپ) استفاده می‌کرد اما از آنجایی که میدان گرانشی ماه یکنواخت و هموار نیست خطاهایی در مسیر و جهت‌گیری این کاوشگر به وجود آمد که برای دانشمندان این مأموریت جالب بود.